# Nire Kagenori
Nire Kagenori est un nom japonais traditionnel ; le nom de famille (ou le nom d'école), Nire, précède donc le prénom (ou le nom d'artiste).
Le vicomte Nire Kagenori (仁礼 景範, Nire Kagenori, 6 avril 1831-22 novembre 1900) est un amiral de la Marine impériale japonaise qui fut ministre de la Marine dans les années 1890.

## Biographie
Né dans le domaine de Satsuma, Nire est issu d'une famille de samouraïs. Lui-même samouraï dans sa jeunesse, il participe à la guerre anglo-Satsuma. En 1867, sur ordre de son clan, il part étudier aux États-Unis. Après la restauration de Meiji de 1868, il rejoint le nouveau gouvernement de Meiji et sert à divers postes administratifs sur les affaires maritimes. Il est membre d'équipage de la frégate Kasuga (en) de novembre 1873 à juin 1874.
Nire est nommé capitaine en juin 1874. De décembre 1875 à mars 1877, il est attaché naval à Busan en Corée. D'avril 1878 à février 1880, il est commandant de l'Académie navale impériale du Japon. Promu contre-amiral le 4 février 1880, il est ensuite commandant de l'Académie d'ingénieurs navals et du bureau des affaires navales. Le 7 juillet 1884, il reçoit le titre de vicomte (shishaku) selon le système de noblesse kazoku.
Nire est promu vice-amiral le 29 juin 1885. Il devient commandant en chef du district naval de Yokosuka en mars 1889 et est commandant de l'École navale impériale du Japon de juin 1891 à août 1892.
Du 8 août 1892 au 11 mars 1893, Nire sert comme ministre de la Marine dans le 2e gouvernement du Premier ministre Itō Hirobumi et fait des efforts pour augmenter le budget naval et construire une marine puissante car il pense qu'il y a une grande possibilité d'une future guerre avec la Chine.
Nire entre dans la réserve en 1893. Il sert ensuite au conseil privé et meurt en 1900. Sa tombe se trouve au cimetière d'Aoyama à Tokyo. Sa fille Haruko est la femme du Premier ministre Saitō Makoto. Son fils, Nire Kageo, est un célèbre entomologiste qui écrit de nombreux textes scientifiques sur les insectes de la péninsule coréenne et de Taïwan.